# Life of a Dark Rose
Life of a Dark Rose è il quarto mixtape del rapper statunitense Lil Skies, pubblicato il 10 gennaio 2018 dalla Atlantic Records.

## Singoli
Dopo l'uscita del singolo "Red Roses", il brano "Lust" dall'album, prodotto da CashMoneyAP e Mono Beats, è stato rilasciato come singolo promozionale il 15 dicembre 2017. Sempre nel dicembre 2017, ha pubblicato il singolo dall'album "Nowadays". Ha pubblicato un nuovo video per "Nowadays" il 17 dicembre 2017. Dopo aver rilasciato "Red Roses" e "Lust" nella seconda metà del 2017, Lil Skies ha firmato con Atlantic Records.
"Lust" è stato certificato disco d'oro, mentre "Red Roses" e "Nowadays" sono stati certificati dischi di platino.
L'album stesso è stato pubblicato il 10 gennaio 2018 con 14 canzoni e una sola apparizione come ospite, di Landon Cube, che appare in due tracce: "Nowadays" e "Red Roses".

## Tracce
1. Welcome to the Rodeo – 2:49
2. The Clique – 2:26
3. Red Roses (feat. Landon Cube) – 4:23
4. Lust – 2:36
5. Cloudy Skies – 3:13
6. Signs of Jealously – 2:58
7. Big Money – 2:35
8. Tell My Haters – 2:00
9. Boss Up – 2:36
10. Garden – 3:05
11. Lettuce Sandwich – 3:15
12. Strictly Business – 2:39
13. Kill4u – 3:01
14. Nowadays – 3:24